# デリラ (小惑星)
デリラ (560 Delila) は小惑星帯にある小惑星。マックス・ヴォルフがハイデルベルクのケーニッヒシュトゥール天文台で発見した。
旧約聖書の士師記、およびそれを元にしたサン＝サーンスのオペラ『サムソンとデリラ』に登場するサムソンの妻デリラに因んで名付けられた。